# Подина
Подина је насеље у Србији у општини Житорађа у Топличком округу. Према попису из 2022. било је 612 становника (према попису из 1991. било је 830 становника).

## Демографија
У насељу Подина живи 620 пунолетних становника, а просечна старост становништва износи 44,2 година (44,0 код мушкараца и 44,3 код жена). У насељу има 163 домаћинстaвa, а просечан број чланова по домаћинству је 3,75.
Ово насеље је великим делом насељено Србима (према попису из 2002. године).
|  |

| Демографија | Демографија | Демографија |
| Година      | Становника  | Становника  |
| ----------- | ----------- | ----------- |
| 1948.       | 734         |             |
| 1953.       | 791         |             |
| 1961.       | 842         |             |
| 1971.       | 832         |             |
| 1981.       | 820         |             |
| 1991.       | 830         | 826         |
| 2002.       | 798         | 807         |
| 2011.       | 724         |             |
| 2022.       | 612         |             |

| Етнички састав према попису из 2002.‍ | Етнички састав према попису из 2002.‍ | Етнички састав према попису из 2002.‍ | Етнички састав према попису из 2002.‍ | Етнички састав према попису из 2002.‍ |
| ------------------------------------ | ------------------------------------ | ------------------------------------ | ------------------------------------ | ------------------------------------ |
|                                      |                                      |                                      |                                      |                                      |
| Срби                                 | Срби                                 |                                      | 795                                  | 99,62%                               |
| непознато                            | непознато                            |                                      | 1                                    | 0,12%                                |

| Година пописа     | 1948. | 1953. | 1961. | 1971. | 1981. | 1991. | 2002. |
| ----------------- | ----- | ----- | ----- | ----- | ----- | ----- | ----- |
| Број домаћинстава | 105   | 119   | 152   | 176   | 193   | 193   | 221   |

| Број чланова      | 1  | 2  | 3  | 4  | 5  | 6  | 7 | 8 | 9 | 10 и више | Просек |
| ----------------- | -- | -- | -- | -- | -- | -- | - | - | - | --------- | ------ |
| Број домаћинстава | 30 | 52 | 31 | 37 | 26 | 31 | 9 | 3 | 1 | 1         | 3,61   |

| Пол    | Укупно | Неожењен/Неудата | Ожењен/Удата | Удовац/Удовица | Разведен/Разведена | Непознато |
| ------ | ------ | ---------------- | ------------ | -------------- | ------------------ | --------- |
| Мушки  | 341    | 73               | 232          | 26             | 7                  | 3         |
| Женски | 321    | 31               | 235          | 52             | 3                  | 0         |
| УКУПНО | 662    | 104              | 467          | 78             | 10                 | 3         |

| Пол    | Укупно                    | Пољопривреда, лов и шумарство | Рибарство                            | Вађење руде и камена | Прерађивачка индустрија       |
| ------ | ------------------------- | ----------------------------- | ------------------------------------ | -------------------- | ----------------------------- |
| Мушки  | 165                       | 16                            | 0                                    | 0                    | 64                            |
| Женски | 57                        | 17                            | 0                                    | 0                    | 23                            |
| УКУПНО | 222                       | 33                            | 0                                    | 0                    | 87                            |
| Пол    | Производња и снабдевање   | Грађевинарство                | Трговина                             | Хотели и ресторани   | Саобраћај, складиштење и везе |
| Мушки  | 1                         | 19                            | 10                                   | 0                    | 30                            |
| Женски | 0                         | 0                             | 5                                    | 0                    | 1                             |
| УКУПНО | 1                         | 19                            | 15                                   | 0                    | 31                            |
| Пол    | Финансијско посредовање   | Некретнине                    | Државна управа и одбрана             | Образовање           | Здравствени и социјални рад   |
| Мушки  | 1                         | 2                             | 9                                    | 5                    | 2                             |
| Женски | 0                         | 0                             | 1                                    | 4                    | 4                             |
| УКУПНО | 1                         | 2                             | 10                                   | 9                    | 6                             |
| Пол    | Остале услужне активности | Приватна домаћинства          | Екстериторијалне организације и тела | Непознато            | Непознато                     |
| Мушки  | 2                         | 0                             | 0                                    | 4                    | 4                             |
| Женски | 0                         | 0                             | 0                                    | 2                    | 2                             |
| УКУПНО | 2                         | 0                             | 0                                    | 6                    | 6                             |